# Atropacarus (Hoplophorella) singularis
Atropacarus (Hoplophorella) singularis is een mijtensoort uit de familie van de Phthiracaridae. De wetenschappelijke naam van de soort werd voor het eerst geldig gepubliceerd in 1959 door Sellnick.